# Industrias Kaiser Argentina

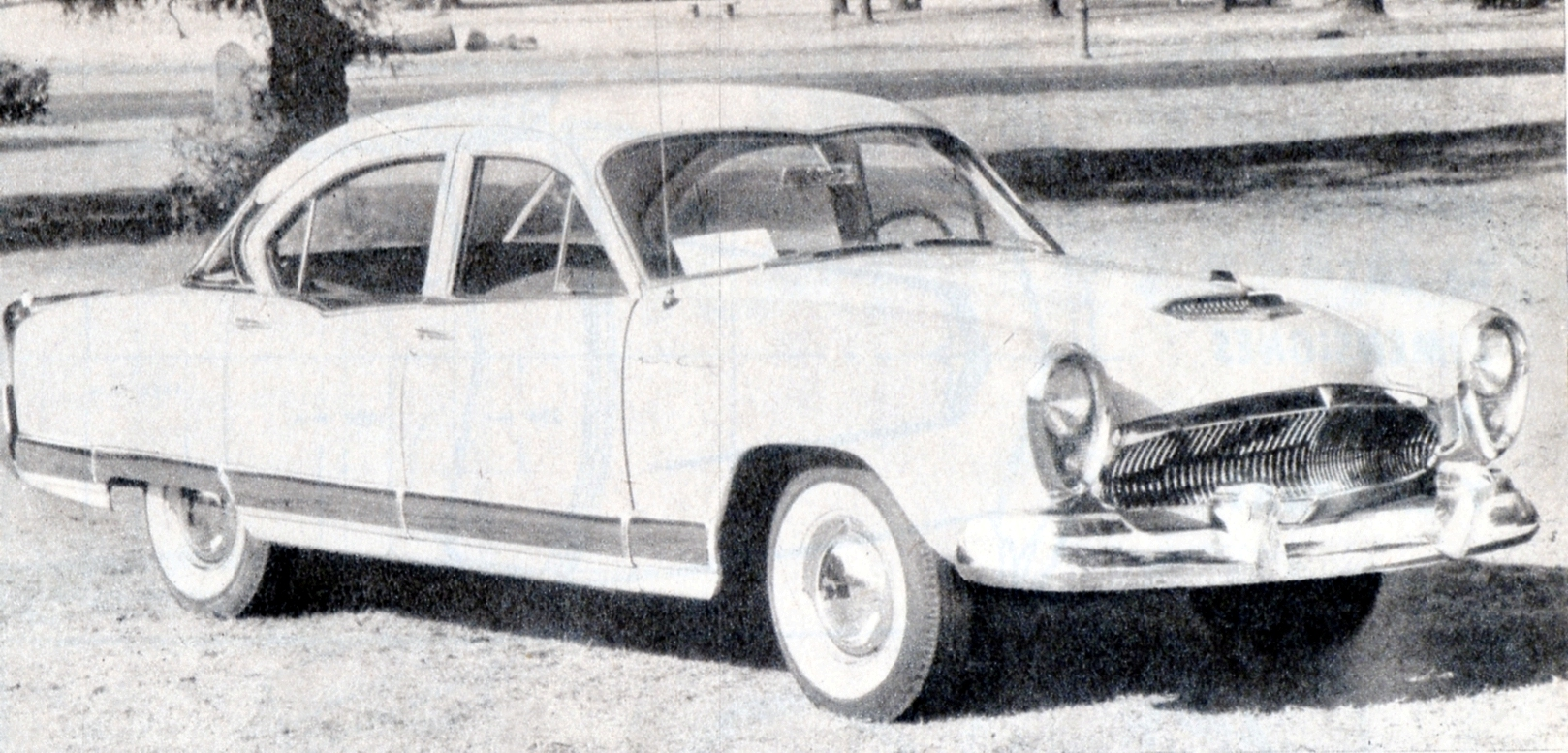
Kaiser Carabela

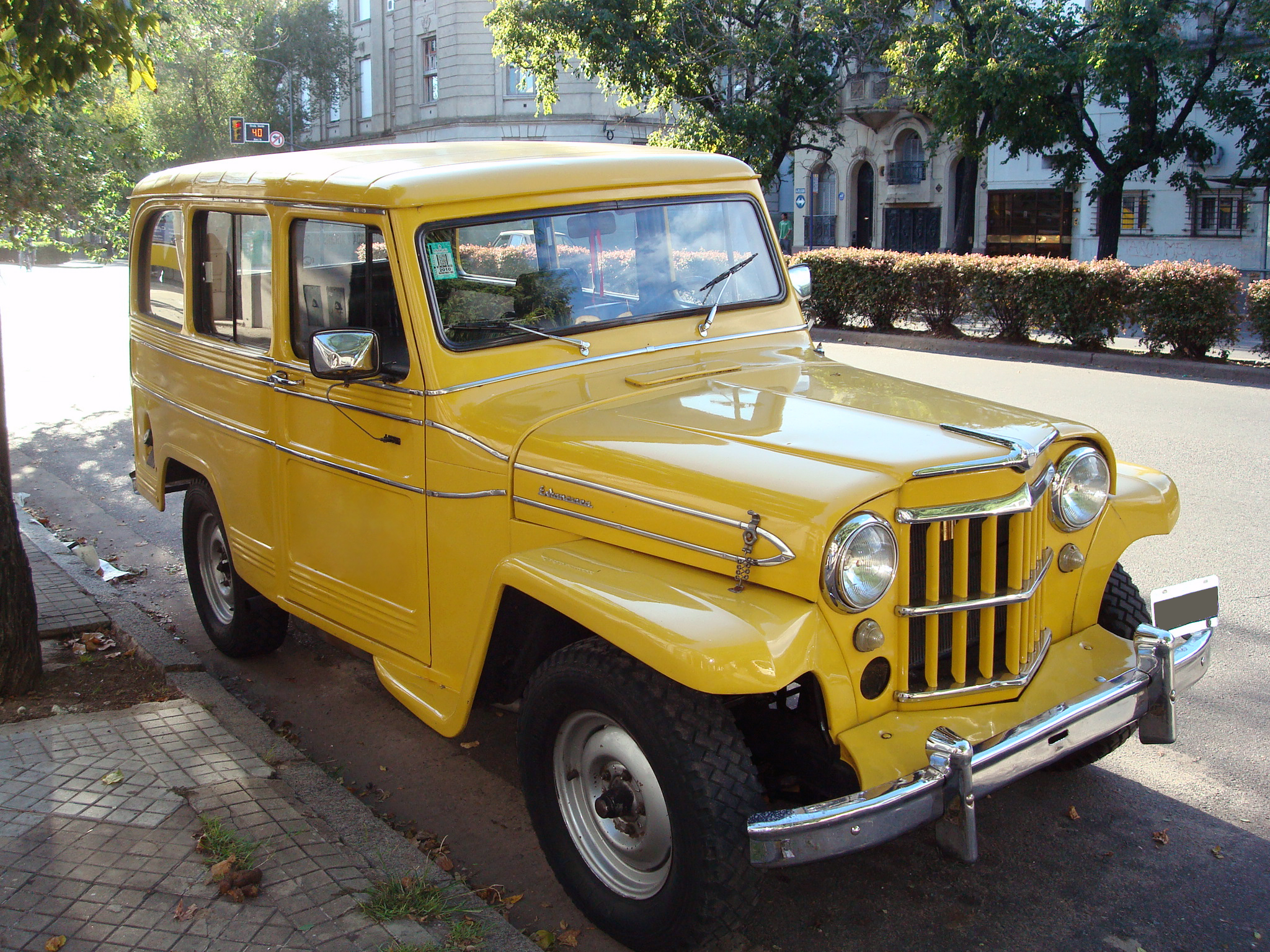
IKA Estanciera

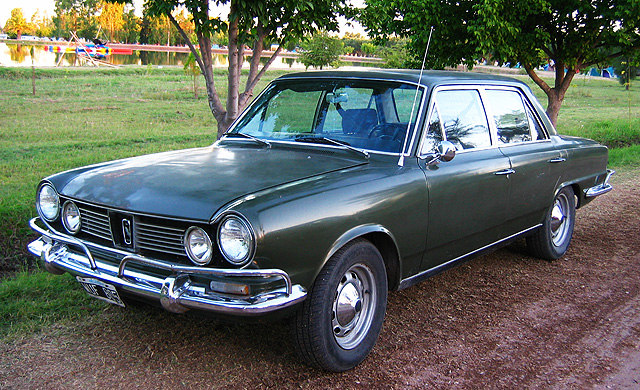
IKA Torino

Industrias Kaiser Argentina S.A., förkortat IKA, var en argentinsk biltillverkare som bildades 1956 som ett samriskföretag med Kaiser-Willys. Sedan Renault gradvis ökat sin ägarandel i början av 1970-talet bytte företaget namn till Renault Argentina S.A.

## Historik
I början av 1950-talet hade Juan Peróns regering förhandlat med flera amerikanska biltillverkare om att starta tillverkning i Argentina. Det enda företag som i slutänden var intresserat var Kaiser. Huvudparten av den argentinska ägarandelen hamnade hos den statliga fordonstillverkaren IAME.
Vid tiden för IKA:s bildande hade Kaiser tagit kontroll över Willys-Overland och de första fordon som IKA byggde var olika versioner av jeepen. Sedan Kaiser lagt ned tillverkningen av Manhattan-modellen flyttade man pressverktygen till Argentina, där tillverkningen fortsatte under namnet Carabela. För att kunna erbjuda kunderna lite mindre bilar tillkom IKA Bergantin som var baserad på Alfa Romeo 1900. IKA licenstillverkade även olika modeller från Renault och för att ersätta den gammalmodiga Carabelan tillverkades även bilar från American Motors Corporation på licens. 1965 tog IKA över konkurrenten Siam Di Tella.
IKA:s första egna konstruktion var IKA Torino som introducerades 1966. Mycket av tekniken kändes igen från AMC:s bilar, men den sexcylindriga motorn med överliggande kamaxel kom från Jeep och karossen ritades av Pininfarina. Från slutet av 1960-talet ökade Renaults intressen i företaget och bilarna kom att kallas IKA-Renault.

## Några bilmodeller från IKA
- Willys Jeep (1956 - 1978)
- IKA Estanciera (1957 - 1970)
- Kaiser Carabela (1958 - 1961)
- IKA Bergantin (1960 - 1962)
- Renault Dauphine (1960 - 1970)
- Rambler Classic (1962 - 1967)
- Jeep Gladiator (1963 - 1967)
- AMC Ambassador (1965 - 1972)
- Renault 4 (1963 - 1987)
- IKA Torino (1966 - 1982)